# Taťjana Hašková
Taťjana Hašková (19. ledna 1922 v Praze – 4. března 1985) byla překladatelkou z ruštiny.
Pravopisná poznámka. Ačkoliv kodifikovaná podoba jejího jména zní Taťána, Hašková používala podobu Taťjana. Písmena d, t, n měkčí jen písmena ě a i; nikoliv j, proto je třeba psát Taťjana.

## Překlady
- Anatolij Abramovič Agranovskij: Veliký start
- Valerij Jakovlevič Brjusov: Ohnivý anděl
- Ivan Alexejevič Bunin: Povídky, Temné aleje lásky, Tvé jméno je žena, Život Alexeje Arseňjeva
- Fjodor Michajlovič Dostojevskij: Běsi, Uražení a ponížení, Výrostek
- Konstantin Alexandrovič Fedin: Města a roky
- Maxim Gorkij: Po Rusi, Podnik Artamonovových, Život Klima Samgina
- Jurij Pavlovič Kazakov: Severský deník
- Boris Andrejevič Lavreněv: Jedenačtyřicátý
- Vladimir Ljalenkov: Kde končí hra
- Boris Leonidovič Pasternak: Malá Luversová, Vzdušné tratě
- Viktor Borisovič Šklovskij: Dimitrij Šostakovič (1945)
- Jevgenij Švarc: Odvážná školačka (1957)
- Alexej Konstantinovič Tolstoj: Kníže Stříbrný
- Alexej Nikolajevič Tolstoj: Kulhavý kníže, Pod starými lipami a jiné prózy
- Lev Nikolajevič Tolstoj: Anna Kareninová, Vzkříšení
- Ivan Sergejevič Turgeněv: Andrej Kolosov a jiné povídky (1957), Asja (1963), Dva přátelé a jiné povídky, Dým, Milostný kruh, První láska a jiné povídky, Předvečer, Rudin